# Askaniusz (imię)
Askaniusz (łac. Ascanius, gr. Askanios) – imię męskie pochodzenia greckiego, wywodzące się od gr. wyrazu askàniosdi o nieznanej etymologii.

## Askaniuszimieninyobchodzi
- 10 lipca, jako wspomnienie bł. Askaniusza Nikanora, jednego z towarzyszy Emanuela Ruiz[2]
- 6 października, jako wspomnienie bł. Aleksandra z Cevy (Askaniusza Pallavicino)[3].

## Znane osoby o imieniu Askaniusz
- Askaniusz – postać z mitologii rzymskiej i greckiej
- Ascanio Sforza – włoski kardynał
- Ascanio Sobrero – włoski chemik, odkrywca nitrogliceryny w 1847 roku
- Guido Ascanio Sforza – włoski kardynał